# Crisis argelina de 1962
La crisis argelina de 1962, también llamada Golpe de Estado en Argelia de 1962, fue un período de agitación política que se produjo en Argelia tras la independencia de Francia el 5 de julio de ese años.
La crisis consistió en una lucha de poder entre facciones dentro del Frente de Liberación Nacional: Por una parte estaba del Gobierno Provisional de la República de Argelia (grupo Tizi Uzu) encabezado por Benyoucef Benkhedda, mientras por otra estaba el Clan de Uxda (grupo Tremecén) encabezado por Ahmed Ben Bella.

## Eventos

### Causa
La crisis comenzó tras desacuerdos sobre el Programa de Trípoli, un documento que analizaba la herencia colonial de Argelia y la situación que afrontaba tras la independencia de Francia al final de la Guerra de Independencia. La controversia en el programa fue la sección que atacaba al Gobierno provisional de la República Argelina (GPRA) por su mala gestión del Frente de Liberación Nacional (FLN) durante el transcurso de la guerra. No se alcanzó ningún acuerdo sobre la composición del Buró Político, pero Ahmed Ben Bella propuso una lista de siete partidarios que no incluía a ninguno de los miembros destacados del GPRA, lo cuales nunca asistieron a votar. Los dos grupos rivales se formaron después de que el GPRA intentara romper la coalición de sus oponentes despidiendo a tres altos oficiales del Ejército de Liberación Nacional, entre ellos Houari Boumédiène. Esto creó una alianza entre el Estado Mayor del Ejército y Ben Bella, quien denunció la decisión del GPRA. Ferhat Abbas también se unió al Clan de Uxda después de que Benyoucef Benkhedda lo expulsara de la presidencia del GPRA.

### Comienzo del conflicto
El 11 de julio, Ahmed Ben Bella entró en Argelia desde Marruecos y tomó el control del oeste de Argelia. Estableció su cuartel general en Tremecén y pronunció un discurso en Orán, tras lo cual el grupo de Uxda fue conocido como el grupo de Tremecén. Benyoucef Benkhedda también entró en Argelia y estableció su cuartel general en Tizi Uzu, bastión de la minoría bereber de Argelia, y su grupo fue conocido como el grupo de Tizi Uzu. Ben Bella anunció la constitución del Buró Político el 22 de julio.
Algunos observadores creían que las diferencias ideológicas entre el grupo de Tremecén y el grupo de Tizi Uzu eran que el grupo de Tremecén quería un estado socialista radical o una dictadura militar, mientras que el grupo de Tizi Uzu quería una democracia occidental y una estrecha cooperación con Francia. Algunos observadores incluso creyeron que se trataba de un conflicto entre árabes y bereberes porque el grupo de Tremecén era enteramente árabe mientras que el grupo de Tizi Uzu tenía un gran número de cabilas. Las diferencias ideológicas fueron negadas por el Frente de Liberación Nacional el 13 de julio.
El 25 de julio estallaron combates cerca de Constantina entre Si Larbi (partidario del grupo de Tremecén) y Saout el-Arab (partidario del grupo de Tizi Uzu), y el mismo día el comandante de la Wilaya III (Cabilia) declaró que no reconocería la autoridad del Buró Político. Esto se saldó con 25 muertos y 30 heridos. Los comandantes de Wilaya V (Orán), Wilaya I (Aurès) y Wilaya VI (Sáhara) dieron su apoyo al grupo de Tremecén debido a su estrecho contacto con el ejército fronterizo del grupo de Uxda durante la guerra de Argelia, pero Wilaya II (Constantinois), Wilaya III (Cabilia) y Wilaya IV (Argel) se alinearon con el grupo de Tizi Uzu. Los líderes de cada una de las Wilayas se reunieron en Trípoli para elaborar una posición común, pero fracasaron.

### Caída de la GPRA
Boumédiène avanzó lentamente desde Túnez y Marruecos hacia la capital Argel, y el 28 de julio Benkhedda anunció que el GPRA aceptaba la composición del Buró Político propuesta en la Conferencia de Trípoli. El 4 de septiembre, Ben Bella apareció en Argel y declaró que la crisis había terminado. Boumédiène avanzó hacia la capital de la Wilaya IV a costa de matar a cientos de miembros del Ejército de Liberación Nacional y entró en Argel el 9 de septiembre. Esto aseguró la victoria del Buró Político (Grupo de Tremecén).
En las elecciones a la Asamblea Nacional Constituyente del 28 de septiembre, el gabinete de Ben Bella fue aprobado por el 99,6% de los votantes. Ferhat Abbas fue elegido como presidente de la Asamblea y Ahmed Ben Bella fue elegido como primer ministro. El nuevo régimen de Ben Bella todavía no tenía control total sobre Argelia porque Cabilia todavía estaba controlada por las fuerzas de la Wilaya III, mientras Sri Larbi todavía no entregaba sus tierras en la región de Constantina.